# Sigfridsön
Sigfridsön est une île de l’archipel de Luleå en Suède,,,.

## Présentation
Les rives de Sigfridsön sont humides et riches en roseaux et en de nombreux endroits encombrées de gros rochers, ce qui rend l'île difficile d'accès.
La crique peu profonde de Sigfridsön est bordée ppar une forêt de conifères avec de grandes parcelles  de feuillus entrecoupées de zones humides. 
Les rives offrent un espace pour les insectes et le fond peu profond de la baie est important pour les alevins.
L’île abrite quelques chalets. 
L’île était autrefois utilisée comme pâturage pour les moutons, les chèvres et les vaches du village de Brändö. 
Une chasse au phoque considérable était autrefois menée sur l'île. 
Sur certaines cartes du début du XVIIIe siècle, l'île est appelée Strömsön.
On ne sait pas quand l'île a obtenu son nom actuel, mais sur une carte de 1757, le nom de l'île est orthographié tel qu'il l'est aujourd'hui.
Saint Sigfrid est le Saint patron de la Suède car au Moyen Âge il baptisa Olof Skötkonung, le premier roi chrétien de Suède, à la source Husaby à Kinnekulle dans le Västergötland en 1008.